# Henri Goudreault
Henri Goudreault OMI (* 30. April 1928 in Belle-Vallée, Kanada; † 23. Juli 1998) war ein kanadischer Ordensgeistlicher und Erzbischof von Grouard-McLennan.

## Leben
Henri Goudreault trat der Ordensgemeinschaft der Oblaten bei und empfing am 17. Juni 1956 das Sakrament der Priesterweihe.
Am 27. April 1987 ernannte ihn Papst Johannes Paul II. zum Bischof von Labrador City-Schefferville. Der Erzbischof von Keewatin-Le Pas, Peter Alfred Sutton OMI, spendete ihm am 17. Juni desselben Jahres die Bischofsweihe; Mitkonsekratoren waren der Erzbischof von Saint John’s, Neufundland, Alphonsus Liguori Penney, und der Bischof von Baie-Comeau, Roger Ébacher.
Am 16. Juli 1996 bestellte ihn Johannes Paul II. zum Erzbischof von Grouard-McLennan.